# Кречмар, Вольфганг
Вольфганг Кречмар (нем. Wolfgang Kretzschmar; 2 июля 1907 — 27 декабря 1944) — немецкий офицер, участник Второй мировой войны, полковник, кавалер Рыцарского креста с Дубовыми листьями и Мечами.

## Начало военной карьеры
В 1926 году поступил добровольцем на военную службу, рядовым в пехотный полк. В 1931 году получил звание лейтенант. К началу Второй мировой войны — капитан, в штабе 10-го армейского корпуса.

## Вторая мировая война
Участвовал в Польской кампании. С февраля 1940 года — командир пехотного батальона, участвовал во Французской кампании, в июне 1940 — ранен. Награждён Железными крестами обеих степеней. С января 1941 года — преподаватель в военном училище, с января 1942 года — майор.
С июня 1942 года — на Восточном фронте, командир 540-го гренадерского батальона особого назначения. Бои под Ленинградом. В августе 1942 года тяжело ранен. С декабря 1942 года вновь на фронте. В мае 1943 года награждён Рыцарским крестом. В июле 1943 года — вновь ранен.
С декабря 1943 года — командир полка 12-й полевой дивизии (в районе Волхова), с февраля 1944 года — подполковник, с августа 1944 — полковник. В сентябре 1944 года за бои в районе Риги награждён Дубовыми листьями к Рыцарскому кресту.
С ноября 1944 года — командир 12-й полевой дивизии (в Курляндском котле). 27 декабря 1944 года полковник Крецшмар погиб в бою. 12 января 1945 года награждён Мечами (№ 121, посмертно) к Рыцарскому кресту с Дубовыми листьями.